# Mueble ecológico
Mueble ecológico o “mueble eco” se refiere a aquel fabricado con materiales naturales o reciclados y que ha sido diseñado y construido sin emplear compuestos químicos que dañen el medio ambiente. Además, en su proceso de fabricación se pone el foco en reducir al máximo la huella ecológica. El objetivo es conseguir producir mobiliario más duradero y que respete el medio ambiente, pero también conseguir producir muebles más sanos, es decir, sin compuestos artificiales que a la larga pueden ser perjudiciales para nuestra salud.

## Diseño y fabricación
Para que un mueble se pueda considerar como ecológico se hace necesario llevar a cabo un análisis del origen de los materiales, su proceso de producción, la fabricación del mueble, su transporte y evaluar el impacto real que tiene durante su vida.
Hay diferentes corrientes en cuanto al diseño y fabricación:
- Diseño ecológico o ecodiseño:

Es aquel que tiene en cuenta el impacto ambiental en todas las etapas del ciclo de vida del producto, desde la creación de la idea hasta su tratamiento como residuo. Su objetivo es reducir al máximo el impacto negativo sobre los ecosistemas y la contaminación en todas las etapas: obtención de la materia prima, fabricación, transporte, embalaje, distribución, uso, reparación, reciclado y reutilización.
En España está regulado por la “ISO 14006 Sistemas de gestión ambiental - Directrices para la incorporación del ecodiseño"
- Diseño sostenible:

Esta corriente integra otras facetas aparte de la ecología. Se refiere a diseño sostenible aquel que sigue los principios de sostenibilidad económica, social y ambiental. Surge de la necesidad de conseguir un desarrollo sostenible que asegure la supervivencia de las generaciones futuras. Aparte de la ecología, tiene en cuenta el respeto a los derechos humanos, el comercio justo y la economía local. Es un diseño por lo tanto más responsable y ético.
Algunos de los sellos internacionales que indican un diseño y fabricación sostenible son: Fair Trade, GOTS, IVN, Fair Rubber, etc.
- Diseño "de la cuna a la cuna" (en inglés “cradle to cradle”):

Se refiere al concepto de economía circular. Es aquel diseño y fabricación de un producto que se hace de tal forma que al final de su ciclo de vida, puede ser completamente reciclado o biodegradado, imitando así el ciclo de la naturaleza.
Para certificar estos productos surge el sello “Cradle to cradle certified” que evalúa la toxicidad de los materiales, la reutilización de los mismos, el uso de energías renovables y la gestión de la huella de carbono, el uso del agua e incluso la equidad social.

## Materiales
Para fabricar muebles ecológicos se utilizan materiales naturales que en su proceso de producción dejan la mínima huella de impacto ambiental y permiten su reutilización, transformación o un reciclado sin costes adicionales.
Principalmente se utilizan madera, fibras vegetales y bambú, aunque también podemos encontrar muebles ecológicos con hierro, plástico reciclado, mármol y piedra.

### Madera
La madera que se utiliza es sostenible, procedente de bosques de tala controlada para preservar los bosques y ecosistemas. Para saber identificar este tipo de madera, existen certificados que garantizan su sostenibilidad.
- FSC[3]: garantiza una gestión ambientalmente adecuada (protegiendo y conservando los bosques con alto valor de conservación), socialmente beneficiosa (respetando los derechos de los trabajadores, las comunidades y las poblaciones indígenas) y económicamente viable (construyendo mercados, añadiendo el mejor valor y creando un acceso equitativo a los beneficios).
- PFEC[4]: es el sistema de certificación forestal más importante a escala global. Asegura una sostenibilidad forestal con perspectiva local que genere beneficios para todos y todas.

### Fibras vegetales
Se encuentran de forma abundante en la naturaleza. Nacen de forma silvestre sin la intervención humana. Las más utilizadas son el mimbre, el ratán y el esparto.

### Bambú
El bambú es uno de los materiales más ecológicos que existen en la naturaleza. Es rápidamente renovable (es la planta que crece más rápido del mundo), no produce deforestación y absorbe un 30% más de CO2 que los árboles. Es un material perfecto para la fabricación de muebles ecológicos ya que es muy resistente (es más duro que el roble) y es muy flexible al mismo tiempo, además de absorber muy bien la humedad.